# Illatos hagyma
Az illatos hagyma (Allium suaveolens) az egyszikűek (Liliopsida) osztályának spárgavirágúak (Asparagales) rendjébe, ezen belül az amarilliszfélék (Amaryllidaceae) családjába tartozó faj.

## Előfordulása
Az illatos hagyma Nyugat- és Közép-Európa délibb részein él. Ritka növényfaj.

## Megjelenése
Az illatos hagyma 20-50 centiméter magas, kúszó gyöktörzsű, évelő növény, valódi hagymát nem képez. Hengeres szára az alsó harmadán leveles. Levelei szálasak, laposak, fonákjukon élesen ormosak. Hosszú kocsányú, gömbös bogernyőben nyíló virágai kellemes illatúak. A lepellevelek fehérek, kívül barna csíkosak, jóval rövidebbek, mint a porzók. A virágzatban sarjhagymák sohasem fejlődnek. A termés gömb alakú, gyengén három élű tok.

## Életmódja
Az illatos hagyma üde és kiszáradó láprétek lakója. Nedves, meszes vályog- és agyagtalajokon nő. Gyakran a szibériai nőszirommal (Iris sibirica) együtt látható.
A virágzási ideje júniustól augusztus végéig tart.